# Europäische Arzneimittel-Agentur
Die Europäische Arzneimittel-Agentur (EMA, englisch European Medicines Agency) ist eine Agentur der Europäischen Union, die für die Beurteilung und Überwachung von Arzneimitteln zuständig ist. Ihre frühere Namensbezeichnung war Europäische Agentur für die Beurteilung von Arzneimitteln EMEA (englisch European Medicines Evaluation Agency)
Seit März 2019 hat die EMA ihren Sitz in Amsterdam. Davor operierte sie mit Sitz in London. Bedingt durch den Brexit war jedoch eine Verlagerung des Sitzes der Agentur notwendig geworden. Im November 2017 wurde als neuer Standort Amsterdam beschlossen.

## Aufgaben
Die Europäische Arzneimittel-Agentur ist zuständig für die Erhaltung und Förderung der öffentlichen Gesundheit in der Europäischen Union (EU). Sie koordiniert die Bewertung und Überwachung aller Human- und Tierarzneimittel und nutzt dazu die wissenschaftlichen Ressourcen aus den nationalen Arzneimittelbehörden (National Competent Authorities, NCA) der 30 Mitgliedstaaten der Europäischen Union und EWR-Staaten.
Die Europäische Arzneimittel-Agentur spielt eine zentrale Rolle in der Arzneimittelzulassung in der Europäischen Union und den EWR-Staaten. Auf der Basis ihrer wissenschaftlichen Beurteilung erteilt die Europäische Kommission einen zustimmenden oder abschlägigen Bescheid auf die von Arzneimittelherstellern im zentralisierten Verfahren gestellten Zulassungsanträge.
Ein weiterer Schwerpunkt ist die fortlaufende Überwachung der Sicherheit von bereits in der EU zugelassenen Arzneimitteln (Pharmakovigilanz). Die Europäische Arzneimittel-Agentur definiert Sicherheitsstandards und koordiniert das Pharmakovigilanzsystem der Europäischen Union (EudraVigilance).
Die Europäische Arzneimittel-Agentur arbeitet eng mit internationalen Stellen zusammen, beispielsweise mit dem International Council for Harmonisation of Technical Requirements for Pharmaceuticals for Human Use (ICH) sowie der International Cooperation on Harmonisation of Technical Requirements for Registration of Veterinary Medicinal Products (VICH) zur globalen Harmonisierung der Arzneimittelzulassungsbedingungen.

## Rechtsgrundlage
Die Agentur wurde basierend auf der Verordnung (EG) Nr. 2309/93 Ende 1993 noch unter dem Namen European Agency for the Evaluation of Medicinal Products errichtet. Im Februar 1995 nahm sie die Arbeit auf. Die derzeitige Rechtsgrundlage für die Europäische Arzneimittel-Agentur ist die Verordnung (EG) Nr. 726/2004. Im November 2009 verkündete die Europäische Arzneimittel-Agentur, das Akronym EMEA nicht länger als Abkürzung zu verwenden. Gleichzeitig präsentierte die Agentur Änderungen der internen Organisationsstruktur und ein neues optisches Erscheinungsbild.

## Organisation

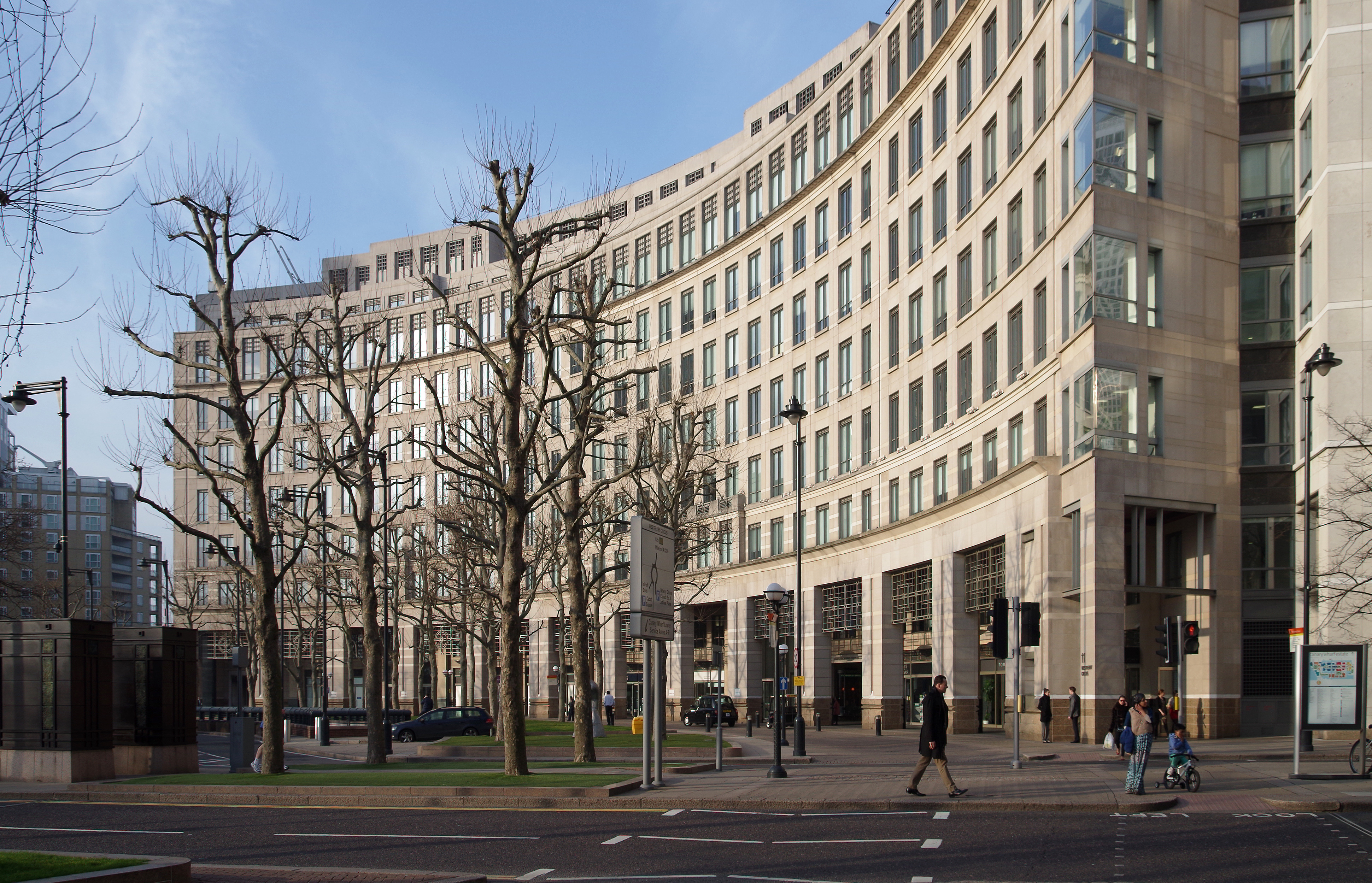
Am Westferry Circus in London hatte die EMA ihren Sitz bis 2014.

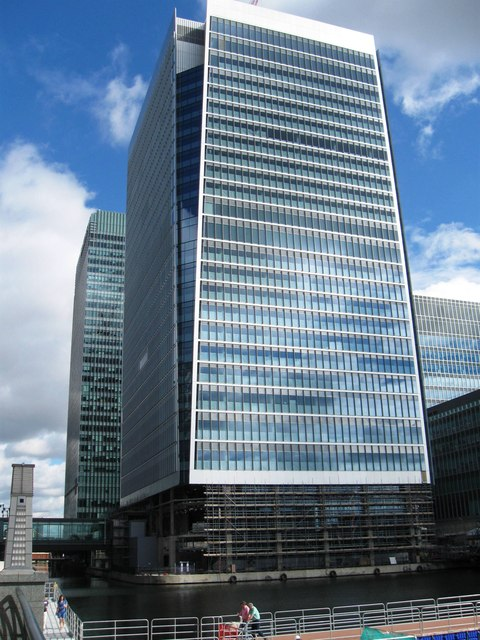
Von 2014 bis 2019 war die EMA am Churchill Place in Londons Canary Wharf untergebracht.

### Funktionsbereiche
Dem verantwortlichen Direktor der Europäischen Arzneimittel-Agentur unterstehen folgende Funktionsbereiche:
- Beratende Funktionen und Corporate Governance
- Unterstützung der Forschung und Entwicklung zu Humanarzneimitteln
- Beurteilung von Humanarzneimitteln
- Verfahrensmanagement und Business Support
- Inspektion und Pharmakovigilanz
- Tierarzneimittel
- Stakeholder und Kommunikation
- Informationstechnologie
- Verwaltungsaufgaben

Die Arbeit der Europäischen Arzneimittel-Agentur wird von einem Verwaltungsrat (Management Board) überwacht. Der Verwaltungsrat ist mit Vertretern aus den EU-(und assoziierten) Ländern besetzt, die durch Beauftragte des Europäischen Parlaments, Vertreter der Europäischen Kommission sowie durch Repräsentanten von Ärzte-, Tierärzte- und Patientenverbänden ergänzt werden. Der Verwaltungsrat ist insbesondere für das Budget zuständig. Die Vertreter der assoziierten Länder haben im Verwaltungsrat Beobachterstatus.
2013 hatte die Europäische Arzneimittel-Agentur 785 Mitarbeiter. 2017 werden anlässlich des Brexit 890 Mitarbeiter zitiert.

### Direktoren
- Fernand Sauer (1994–2000)
- Thomas Lönngren (2001–2010)
- Guido Rasi (2011–2014)[9]
- Andreas Pott (2014–2015 übergangsweise)
- Guido Rasi (2015–2020)[10]
- Emer Cooke (seit 16. November 2020)[11]

### Budget und Finanzierung
Das Budget der EMA beträgt für das Jahr 2021 385,9 Millionen Euro. Es speiste sich aus drei Quellen:
- Durchschnittlich 86 Prozent des Budgets stammen aus Gebühren, die die Pharmaunternehmen für die Bearbeitung der Zulassungsanträge entrichten müssen.
- Die Europäische Union steuert durchschnittlich 14 Prozent bei, etwa über Programme zu seltenen Erkrankungen oder Arzneimittel für Kinder sowie der Förderung kleiner und mittelständischer Unternehmen.
- Weniger als 1 Prozent stammt aus sonstigen Quellen.[12]

### Ausschüsse
Innerhalb der Agentur werden wesentliche Aufgaben bei der Beurteilung und Überwachung von Arzneimitteln von verschiedenen Ausschüssen wahrgenommen. Diese werden von Repräsentanten aus allen EU-Ländern und aus den EU-assoziierten Ländern Island, Liechtenstein und Norwegen gebildet. Die Mitglieder sind in der Regel hochrangige Mitarbeiter der nationalen Arzneimittelbehörden. Das Sekretariat unterstützt und koordiniert die Arbeit dieser Ausschüsse. Die Agentur umfasst derzeit folgende wissenschaftliche Ausschüsse:
- Ausschuss für Humanarzneimittel (Committee for Medicinal Products for Human Use, CHMP)
- Ausschuss für Tierarzneimittel (Committee for Veterinary Medicinal Products, CVMP; vormals Committee for Medicinal Products for Veterinary Use)
- Ausschuss für Arzneimittel für seltene Krankheiten (Committee for Orphan Medicinal Products, COMP)
- Ausschuss für pflanzliche Arzneimittel (Committee for Herbal Medicinal Products, HMPC)
- Pädiatrieausschuss (Paediatric Committee, PDCO)
- Ausschuss für neuartige Therapien (Committee for Advanced Therapies, CAT)
- Ausschuss für Risikobewertung im Bereich der Pharmakovigilanz (Pharmacovigilance Risk Assessment Committee, PRAC)

In den Ausschüssen und Arbeitsgruppen konsultiert die EMA für die zentralen Zulassungsverfahren rund 3700 externe Wissenschaftler, es finden jährlich etwa 5000 Videokonferenzen und 600 Meetings statt.

### Zentrale Dienste
Die Europäische Arzneimittel-Agentur stellt verschiedene zentrale Arzneimittel-Datenbanken zur Verfügung:
- EudraCT ist ein europäisches Register für klinische Studien. Die Registrierung in EudraCT ist eine Voraussetzung für die Genehmigung einer klinischen Studie innerhalb der EU. Die Datenbankeinträge sind hinsichtlich der administrativen Angaben für alle Bürger einsehbar.
- EudraVigilance ist ein europäisches Register für Meldungen im Bereich der Arzneimittelsicherheit. Hier werden Meldungen der nationalen Behörden zu Arzneimittel-Nebenwirkungen zusammengefasst und ausgewertet.
- EudraPharm (seit 2019 außer Betrieb genommen).
- EudraGMP ist eine Datenbank für Herstellungs- und Einfuhrerlaubnisse von Pharmaunternehmen sowie für GMP-Zertifikate.
- European Public Assessment Report, Datenbank mit Informationen über die Bewertung von neuen Arzneimitteln

## Interessenerklärung
Die Arbeit der Europäischen Arzneimittel-Agentur stützt sich auf eine Reihe von Grundsätzen, die gewährleisten sollen, dass die wissenschaftlichen Experten inklusive der Ausschussmitglieder, sowie Angestellte und Mitglieder des Verwaltungsrats in ihrer Unparteilichkeit nicht durch finanzielle oder sonstige Interessen beeinträchtigt sind. Sie basieren auf einem 1999 verabschiedeten Verhaltenskodex. So müssen etwa alle Experten, Angestellten und Verwaltungsratsmitglieder der EMA jährlich ihre Interessen in einer Erklärung offenlegen („declaration of interest, DoI“).
Ende 2010 kam es zu Reaktionen der Überraschung bis Empörung, als bekannt wurde, dass der damalige Executive Director der EMA, Thomas Lönngren, direkt nach seinem Ausscheiden aus der Agentur in eine Beratungsfirma der Pharmaindustrie wechseln würde, für deren Überwachung und Kontrolle er zuvor zuständig gewesen war. Lönngren war bei der EMA 10 Jahre lang für die Arzneimittelzulassung zuständig gewesen, so dass wegen seines Insiderwissens ein Interessenkonflikt befürchtet wurde. Fünf internationale Organisationen protestierten in einem offenen Brief an den zuständigen EU-Gesundheitskommissar John Dalli und forderten eine Überprüfung der Aktivitäten Lönngrens. In einer Presseerklärung vom 21. März 2011 betonte der Aufsichtsrat der EMA, dass die Agentur sehr um ihren guten Ruf und ihre Unabhängigkeit bemüht sein müsse. Zugleich stellte sie fest, dass Lönngrens neue Aktivitäten, soweit angegeben, keine Interessenkonflikte beinhalteten. Die späte Information der EMA über die neuen Aktivitäten Lönngrens wurde bedauert. Lönngren wurde verpflichtet für zwei Jahre nach seinem Ausscheiden aus der EMA keinen Kontakt mit Mitgliedern der EMA in seiner neuen Funktion aufzunehmen und keine Positionen in der Pharmazeutischen Industrie einzunehmen, die einen Interessenkonflikt darstellen könnten.
2012 verabschiedete der Verwaltungsrat der EMA Revisionen der Grundsätze und Richtlinien zur Vermeidung von Interessenskonflikten. Auch billigte er eine Verfahrensvorschrift, die den Umgang mit Vertrauensbruch durch Verwaltungsratsmitglieder regelt („breach-of-trust procedure“).

## Umzug nach Amsterdam
Der EU-Austritt des Vereinigten Königreichs („Brexit“) erforderte eine Verlagerung des Sitzes der Agentur. Im April 2017 veranstaltete die EMA eine erste Informationsveranstaltung zu den Konsequenzen aus dem Brexit. In der Presseerklärung hieß es: “Although negotiations on the terms of the UK’s departure have not yet officially commenced and one cannot prejudge their outcome, work will now start on the basis of the scenario that foresees that the UK will no longer participate in the work of EMA and the European medicines regulatory system as of 30 March 2019.” Im August 2017 veröffentlichte die EMA einen Business continuity plan mit dem Ziel, dass die Agentur ihre Fähigkeit zur Sicherung der öffentlichen Gesundheit beibehält, dabei jedoch umzugsbedingt einzelne Aktivitäten, die sich nicht direkt auf die Patientensicherheit auswirken, zunächst zurückstellt, wie der Aufbau eines Webportals mit Informationen über alle zugelassenen Arzneimittel.

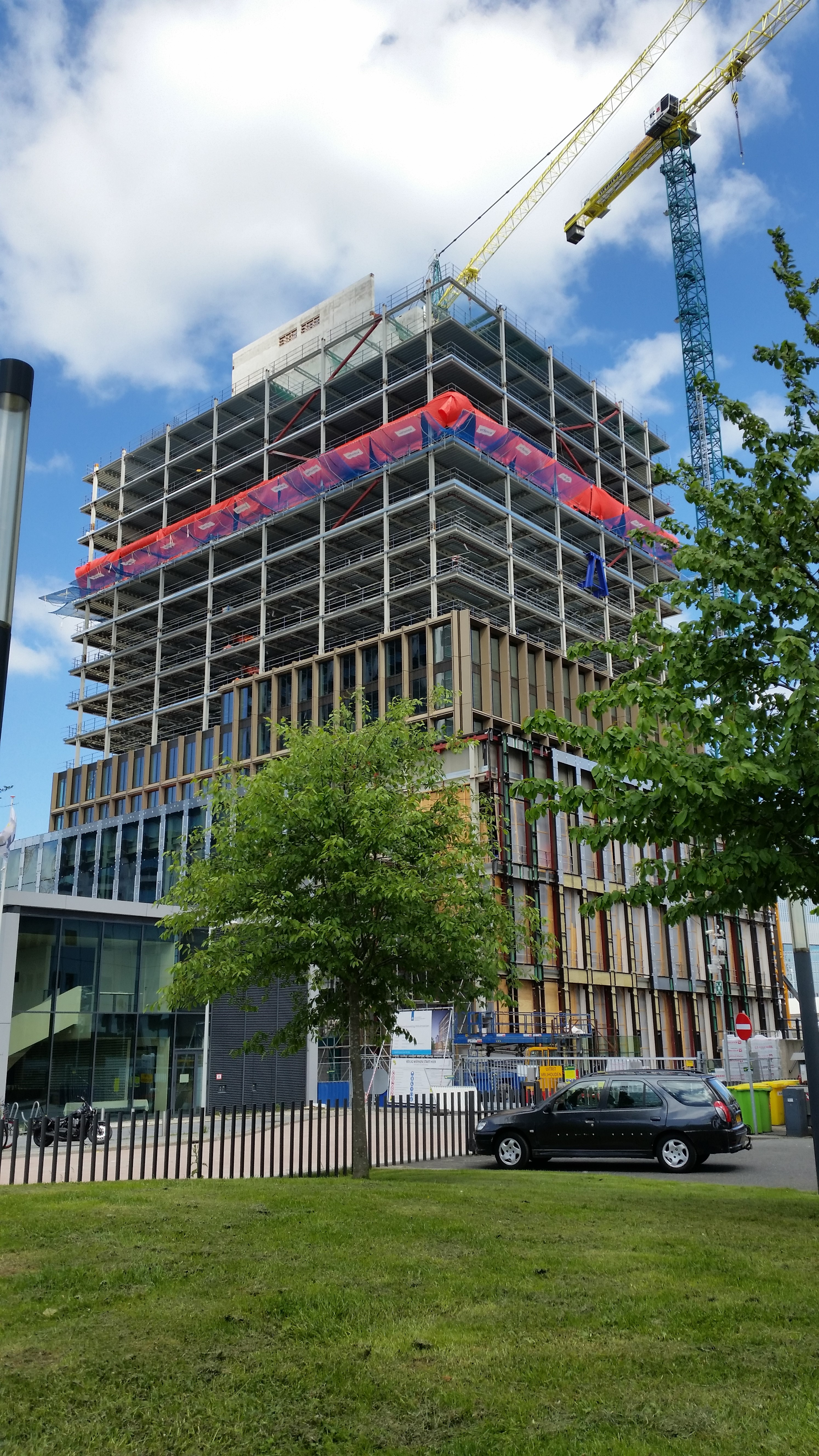
Vivaldi-Gebäude in Amsterdam-Zuidas während der Bauphase, Mai 2019

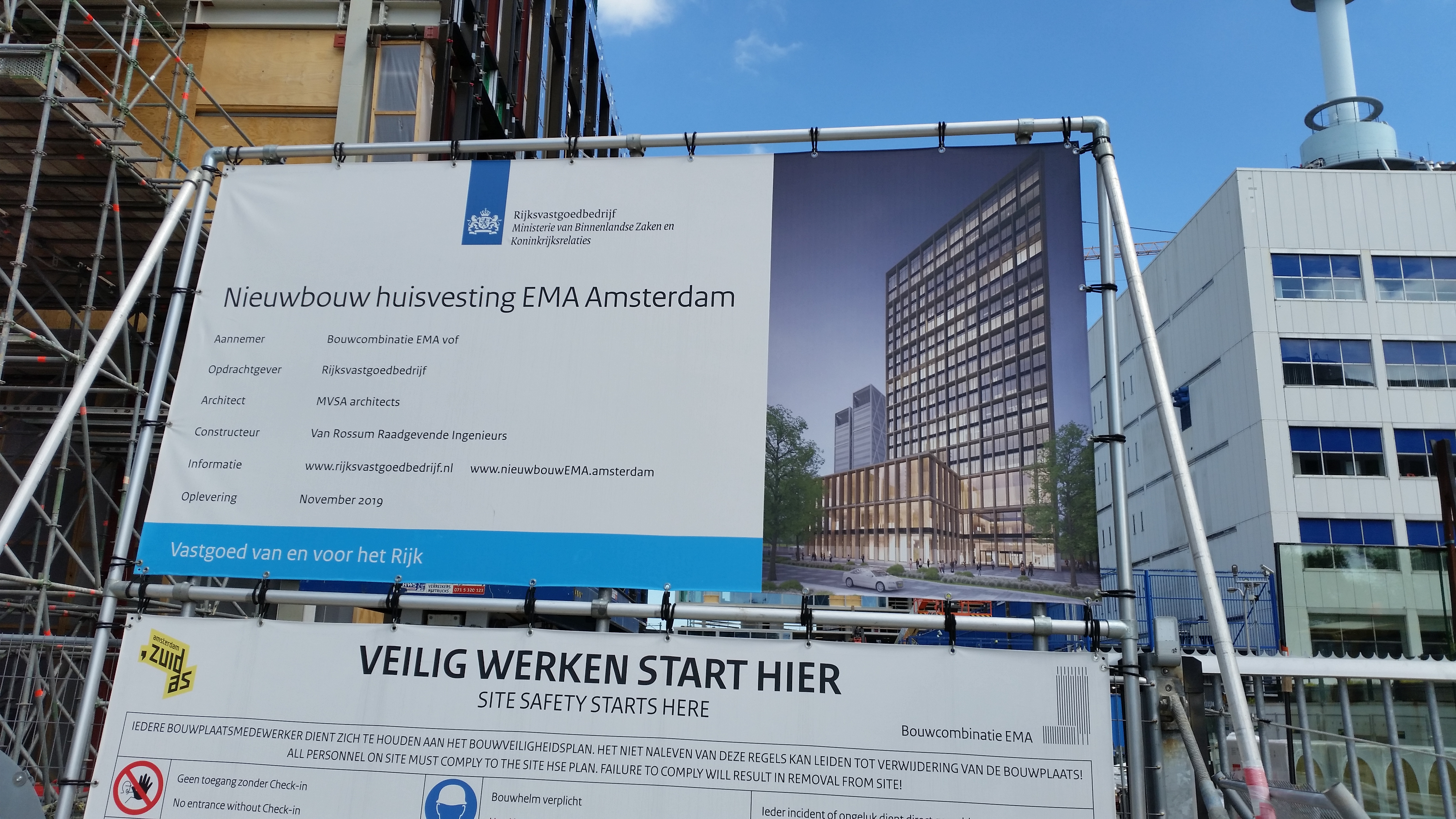
Baustellenschild, Mai 2019

Für den neuen Standort gingen 19 Bewerbungen ein, neben den deutschsprachigen Kandidaten Bonn und Wien auch Amsterdam, Athen, Barcelona, Bratislava, Brüssel, Bukarest, Kopenhagen, Dublin, Helsinki, Lille, Malta, Mailand, Porto, Sofia, Stockholm, Warschau und Zagreb. Die EMA selbst betonte die Notwendigkeit einer guten Erreichbarkeit des neuen Standorts für ihre Besucher, die jährlich etwa 30.000 Hotelübernachtungen verursachen. In einer Mitarbeiterbefragung rangierte Amsterdam an erster Stelle, und es wurde der Sorge Ausdruck verliehen, in ein Land versetzt zu werden, in dem gleichgeschlechtliche Partnerschaften von EMA-Mitarbeitern nicht anerkannt würden. Irland, Kroatien und Malta zogen ihre Kandidatur kurz vor der Abstimmung zurück.
Am 20. November 2017 wurde die Entscheidung durch den Rat für Allgemeine Angelegenheiten im Rat der Europäischen Union getroffen. Wahlberechtigt waren alle 27 verbleibenden EU-Mitglieder. In die zweite Runde schafften es von den 19 Kandidatenstädten nur Mailand (25 Stimmen), Amsterdam (20) und Kopenhagen (20). Dass erneut eine Agentur nicht in ein neues Mitgliedsland vergeben wurde, und Bratislava bereits in der ersten Runde ausgeschieden war, führte dazu, dass die Slowakei sich in den Folgerunden enthielt. In der zweiten Runde schied Kopenhagen aus (Mailand 12, Amsterdam 9 und Kopenhagen 5 Stimmen), in der letzten Runde gab es dann jeweils 13 Stimmen für Mailand und Amsterdam, so dass per Losentscheid schließlich Amsterdam den Zuschlag erhielt.
Die EMA hat noch bis 2039 einen Mietvertrag ohne Ausstiegsklausel für das Gebäude in London. Bis dahin sei eine Miete von insgesamt 347,6 Millionen Euro fällig, ein britisches Gericht bestätigte Anfang 2019 die Gültigkeit der Vertragsverpflichtung. Erschwerend für den Umzug war, dass das neue Gebäude in Amsterdam nicht rechtzeitig fertig gestellt werden konnte, so dass in zwei Etappen umgezogen werden muss. Im März 2018 hatten sich die EMA und die Niederlande auf ein „Seat Agreement“ geeinigt, und am  28. Mai 2018 erfolgte die Grundsteinlegung im Amsterdamer Geschäftsviertel Zuidas.
Am 25. Januar 2019 holten die Mitarbeiter der EMA die 28 EU-Flaggen ein und verabschiedeten symbolisch ihr Londoner Büro, am 1. März 2019 verließen sie ihre Räumlichkeiten in London. Nach einem Bericht der Zeitung The Guardian gehen Großbritannien etwa 900 Arbeitsplätze verloren, viele Mitarbeiter zogen mit ihren Familien in die Niederlande.
Am 13. März 2019, noch vor dem ersten geplanten Brexit-Termin, begann der Betrieb offiziell in Amsterdam in den Niederlanden. Allerdings bezog die EMA zunächst Büros im Spark Building (Orlyplein 24) im Norden Amsterdam, bevor sie in das neu errichtete Vivaldi Building in Zuidas im Süden Amsterdams einziehen konnte. Das neue Gebäude wurde am 15. November 2019 offiziell an die EMA übergeben und im Januar 2020 zogen die EMA-Mitarbeiter dauerhaft dorthin um. Auf 18 Stockwerken sind 1300 Arbeitsplätze eingeplant. Nach dem Wegzug aus London zählte die EMA allerdings nur noch 728 Mitarbeiter, weshalb sie in der Übergangszeit nicht alle Aufgaben zeitgerecht erfüllen könne und es vor allem bei der Umsetzung der ab Mai 2021 geltenden neuen Medizinprodukte-Verordnung (Verordnung (EU) 2017/745 über Medizinprodukte) und bei Fragen zur Verunreinigung von Arzneimitteln mit Nitrosaminen zu Verzögerungen kommen könne.
Als eine Herausforderung wird die Ausweitung der Kapazitäten gesehen, die durch den Wegfall der durch die britische Arzneimittelbehörde MHRA getätigten Arbeiten nötig wurde. Die MHRA trug in den wissenschaftlichen Ausschüssen der EMA etwa 20 Prozent der Arbeitslast.
Als kleiner Nebeneffekt des Umzugs mussten auch die Öffnungs- und Erreichbarkeitszeiten der EMA sowie die für Einreichung maßgeblichen Fristen geändert werden. Während sich diese Zeiten bzw. Fristen zuvor nach UTC richteten, ist mit dem Umzug die MEZ maßgeblich.